# 乌拉·扎尔茨格贝尔
乌拉·扎尔茨格贝尔（德語：Ulla Salzgeber，1958年8月5日—），德国女子马术运动员。她曾代表德国参加2000年和2004年夏季奥林匹克运动会马术比赛，获得二枚金牌、一枚银牌和一枚铜牌。